# Кізомиська сільська рада
Кізо́миська сільська́ ра́да — адміністративно-територіальна одиниця та орган місцевого самоврядування в Білозерському районі Херсонської області. Адміністративний центр — село Кізомис.

## Загальні відомості
- Територія ради: 4,52 км²
- Населення ради: 3 389 осіб (станом на 2001 рік)
- Територією ради протікає річка Дніпро

## Населені пункти
Сільській раді були підпорядковані населені пункти:
- с. Кізомис
- с-ще Берегове
- с. Велетенське
- с-ще Гончарне

## Склад ради
Рада складалася з 20 депутатів та голови.
- Голова ради: Бандурист Наталія Іванівна
- Секретар ради: Кальницька Надія Петрівна

### Керівний склад попередніх скликань
| Прізвище, ім'я, по батькові | Основні відомості                                                 | Дата обрання | Дата звільнення |
| --------------------------- | ----------------------------------------------------------------- | ------------ | --------------- |
| Бандурист Наталія Іванівна  | Сільський голова, 1960 року народження, освіта вища, позапартійна | 26.03.2006   | 31.10.2010      |
| Бандурист Наталія Іванівна  | Сільський голова, 1960 року народження, освіта вища, позапартійна | 31.10.2010   |                 |

Примітка: таблиця складена за даними сайту Верховної Ради України

### Депутати
За результатами місцевих виборів 2010 року депутатами ради стали:

#### За суб'єктами висування
| Суб'єкт висування           | Кількість обраних депутатів | %  |
| --------------------------- | --------------------------- | -- |
| Самовисування               | 16                          | 80 |
| Комуністична партія України | 4                           | 20 |

#### За округами
| № округу                    | Прізвище, ім'я, по батькові    | Дата визнання обраним | Освіта             | Партійна приналежність                | Відомості про обраного депутата                                |
| --------------------------- | ------------------------------ | --------------------- | ------------------ | ------------------------------------- | -------------------------------------------------------------- |
| Комуністична партія України |                                |                       |                    |                                       |                                                                |
| 1                           | Островенко Алла Федорівна      | 02.11.2010            | вища               | член Комуністичної партії України     | пенсіонер                                                      |
| 7                           | Звада Наталія Іллівна          | 02.11.2010            | середня            | член Комуністичної партії України     | Неврологічне відділення, помічник кухаря                       |
| 15                          | Цяпко Юлія Олександрівна       | 02.11.2010            | вища               | позапартійна                          | Кізомиська загальноосвітня школа І-ІІ ст., вчитель             |
| 18                          | Бойченко Олена Григорівна      | 02.11.2010            | середня            | член Комуністичної партії України     | пенсіонер                                                      |
| Самовисування               |                                |                       |                    |                                       |                                                                |
| 2                           | Белінська Ольга Михайлівна     | 02.11.2010            | середня спеціальна | позапартійна                          | Велетенський Будинок культури, директор                        |
| 3                           | Лушпай Лариса Борисівна        | 02.11.2010            | середня спеціальна | позапартійна                          | ВАТ Білозерська філія «Херсонгаз», контролер                   |
| 4                           | Аспідова Алла Миколаївна       | 02.11.2010            | середня спеціальна | позапартійна                          | Білозерське пологове відділення, старша акушерка               |
| 5                           | Мішина Світлана Василівна      | 02.11.2010            | середня спеціальна | член Політичної партії «Наша Україна» | Велетенська бібліотека філія, бібліотекар                      |
| 6                           | Саніна Людмила Вікторівна      | 02.11.2010            | середня спеціальна | позапартійна                          | табір «Фрегат», агент по постачанню                            |
| 8                           | Пастернак Оксана Миколаївна    | 02.11.2010            | вища               | позапартійна                          | тимчасово не працює                                            |
| 9                           | Южанінов Максим Олегович       | 02.11.2010            | середня            | позапартійний                         | тимчасово не працює                                            |
| 10                          | Маляка Олена Вікторівна        | 02.11.2010            | вища               | позапартійна                          | Кізомиська загальноосвітня школа І-ІІ ст., заступник директора |
| 11                          | Пенська Людмила Іллівна        | 02.11.2010            | вища               | член Партії регіонів                  | Кізомиський ясла-садок, завідувач                              |
| 12                          | Кулик Надія Петрівна           | 02.11.2010            | середня спеціальна | позапартійна                          | Кізомиський фельдшерсько-акушерський пункт, фельдшер           |
| 13                          | Кудря Лариса Григорівна        | 02.11.2010            | середня            | позапартійна                          | Кізомиська сільська рада, землевпорядник                       |
| 14                          | Бабенко Олександр Анатолійович | 02.11.2010            | середня            | позапартійний                         | приватний підприємець, директор                                |
| 16                          | Островенко Людмила Іванівна    | 02.11.2010            | вища               | позапартійна                          | Велетенська загальноосвітня школа I-III ст., директор          |
| 17                          | Тарнавська Яна Василівна       | 01.04.2014            | вища               | позапартійна                          | Кізомиська сільська рада, діловод                              |
| 19                          | Концеварова Інна Василівна     | 02.11.2010            | вища               | позапартійна                          | Кізомиська загальноосвітня школа І-ІІ ст., вчитель             |
| 20                          | Олійник Віталія Вікторівна     | 02.11.2010            | вища               | член Партії регіонів                  | Кізомиський ясла-садок, вихователь                             |

## Населення
Згідно з переписом УРСР 1989 року чисельність наявного населення сільської ради становила 4370 осіб, з яких 2113 чоловіків та 2257 жінок.
За переписом населення України 2001 року в сільській раді мешкало 3399 осіб.

### Мова
Розподіл населення за рідною мовою за даними перепису 2001 року:
| Мова       | Відсоток |
| ---------- | -------- |
| українська | 89,29 %  |
| російська  | 9,62 %   |
| вірменська | 0,35 %   |
| молдовська | 0,24 %   |
| білоруська | 0,21 %   |
| циганська  | 0,21 %   |
| болгарська | 0,03 %   |
| гагаузька  | 0,03 %   |